# Türkmeneli
Türkmeneli è la regione, situata nel nord dell'Iraq, in cui risiedono i turcomanni, popolazioni di origine turca. La capitale storica è Kirkuk.

## Storia
Le origini dei turcomanni iracheni sono da ricercare nei primi insediamenti di genti turche in Mesopotamia nel corso del XI e del XII secolo. Essi sono distribuiti prevalentemente nell'Iraq settentrionale, in particolare nelle regioni di Mosul, di Kirkuk, di Arbil, di Salah al-Din e di Diyala. Minoranze turcomanne risiedono anche a Baghdad. I turcomanni sono principalmente di religione musulmana.
Il regime di Saddam Hussein, nel corso delle sue campagne di arabizzazione, ha agito in modo da alterare la composizione demografica di queste zone, costringendo curdi e turcomanni ad emigrare per essere sostituiti da arabi provenienti dal sud dell'Iraq; restrizioni sull'uso della lingua turca furono applicate agli inizi degli anni settanta, in favore di quella araba. Durante il regime, decine di migliaia di membri delle comunità turcomanne vennero costrette ad abbandonare i 
propri luoghi natii.
Il giorno 24 aprile 1995 fu fondato l'Iraqi Turkmen Front (ITF) come rappresentante dei diritti dei turcomanni in Iraq. Molte delle zone tradizionalmente abitate da turcomanni sono oggi popolate in maggioranza da curdi o da arabi. La capitale storica Kirkuk è rivendicata dal Kurdistan iracheno come parte del proprio territorio.

## Lingua
La lingua ufficiale nelle regioni che compongono il Turkmeneli è l'arabo, in quanto lingua ufficiale della Repubblica dell'Iraq ed è comunemente parlato dalla popolazione di origine araba. Tuttavia, i turcomanni usano l'arabo come seconda lingua; infatti viene usato più comunemente come lingua parlata un dialetto vicino all'azero e come lingua scritta il turco standard. Nella regione sono diffusi anche il curdo e l'aramaico, parlati rispettivamente dalla popolazione curda e da quella assira.